# Ron McClure
Ron McClure  es un contrabajista y bajista norteamericano de jazz y jazz rock, nacido el 22 de noviembre de 1941, en New Haven, Connecticut. 
Comenzó a aprender piano a los cinco años de edad y, más adelante, se inició en el acordeón y el contrabajo. McClure estudió con Joseph Iadone y, más tarde, con Hall Overton y Don Sebesky. 
Acudió a la Hartt School of Music, graduándose en 1963 y comenzó a trabajar con el sexteto de Buddy Rich ese mismo año. Después se unió a la big band de Maynard Ferguson y, tras ella, a la de Herbie Mann, en 1964; 
Tocó con el trío de Wynton Kelly en sustitución del gran Paul Chambers, en 1965, coincidiendo en él con el guitarrista Wes Montgomery. Estuvo también en el cuarteto de Charles Lloyd, junto al pianista Keith Jarrett y el batería Jack DeJohnette, entre 1966 y 1969, siendo elegidos como "Grupo del año 1967" por Down Beat. 
En 1970, junto al pianista Mike Nock, el batería Eddie Marshall y el violinista Michael White, fundaron el grupo de jazz rock The Fourth Way. También participó en el álbum de Carla Bley Escalator Over The Hill. Durante buena parte de los años 1970, Ron lideró su propio grupo junto al saxofonista Joe Henderson, quien le animó a unirse al grupo Blood, Sweat & Tears. Henderson había estado brevemente en 1972 en la banda, sin llegar a grabar, pero McClure permaneció varios años, grabando con ellos tres discos: Mirror image, New city e In Concert (llamado Live and Improvised en Estados Unidos). Henderson and McClure grabaron cuatro álbumes juntos como titulares. 
En los años 1980, McClure se unió a Quest, grupo liderado por el saxofonista Dave Liebman, que incluía al batería Billy Hart y al pianista Richie Beirach. También grabó un duo con el pianista Michel Petrucciani. En la década de 1990 y a comienzos de la década siguiente, tocó con Lee Konitz, y con el reagrupado Quest. 
McClure ha grabado sesiones como líder para Ode, Bellaphon, EPC, Steeplechase y Ken Music, con colaboraciones de John Scofield, John Abercrombie, Vic Juris, Richie Beirach y Randy Brecker, entre otros músicos de jazz de primera línea.